# Bouhans-et-Feurg
 Bouhans-et-Feurg  es una población y comuna francesa, situada en la región de Franco Condado, departamento de Alto Saona, en el distrito de Vesoul y cantón de Autrey-lès-Gray.

## Demografía
| 254 | 294 | 283 | 242 | 245 | 239 | 251 |
| Para los censos de 1962 a 1999 la población legal corresponde a la población sin duplicidades (Fuente: INSEE [Consultar]) |     |     |     |     |     |     |